# Medicina de urgência

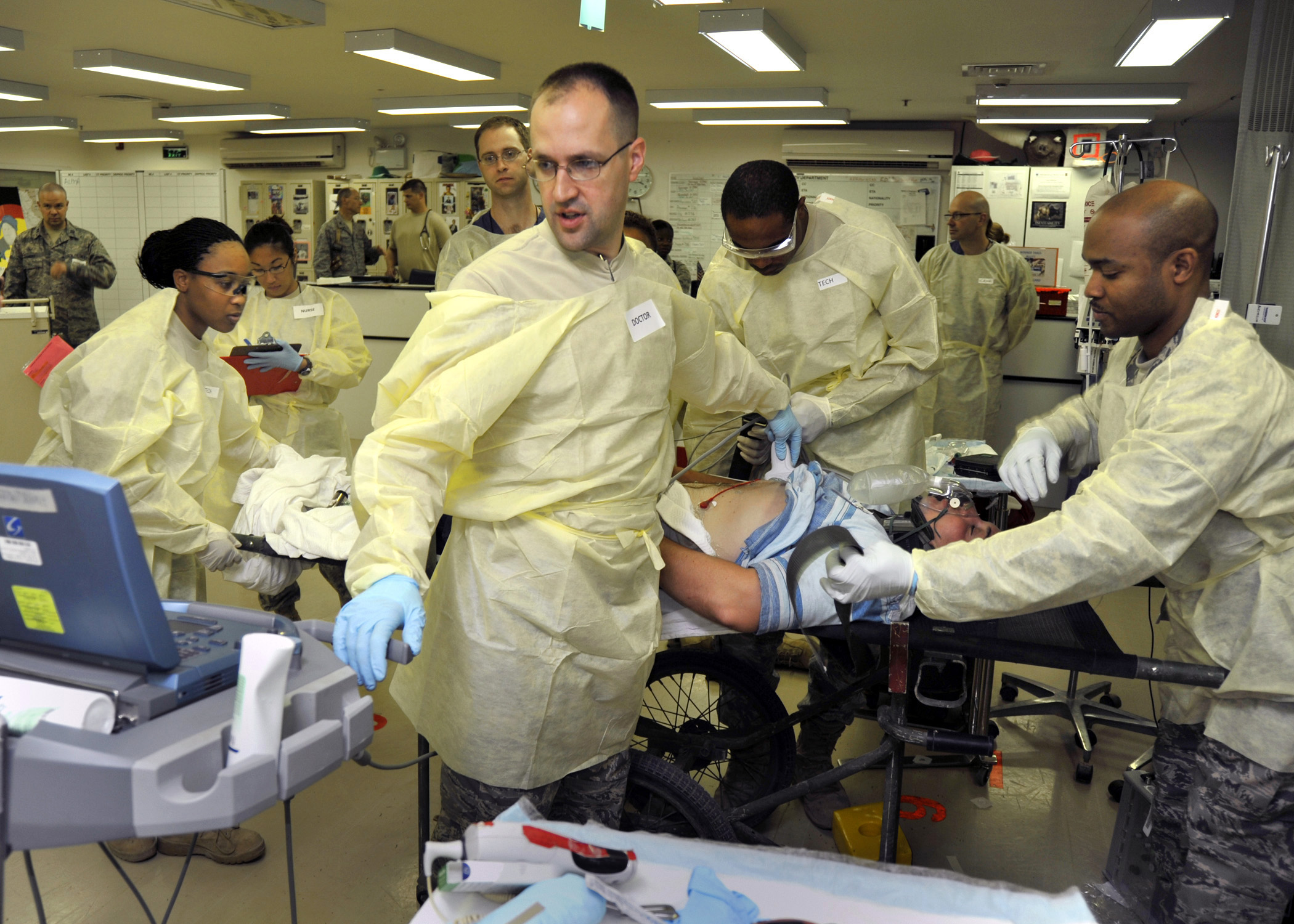
Medicina de urgência

Na conjuntura atual a Medicina de Urgência vem ganhando cada vez mais espaço na área médica, principalmente devido a uma demanda cada vez maior, decorrente do aumento da violência e dos traumas.

## Brasil
O médico de urgência, no Brasil, possui dois campos principais de trabalho, o Pronto-Socorro (ou Pronto-Atendimento) e o SAMU.

### Pronto-Socorro (PS)
Os Pronto-Socorros são unidades de atendimentos de urgências e emergências localizadas nas unidades de saúde. Existe uma gradação do nível de complexidade que cada PS pode atender. No Brasil temos:
- Suporte Primário – Atenção básica em saúde, não atua em urgências nem emergências.
- Suporte Secundário – Atendem pequenos traumas, feridas e algumas emergências clínicas.
- Suporte Terciário – Atendem todos os traumas e emergências clínicas.
- Suporte Quaternário – Realizam procedimentos altamente específicos, em casos de grande complexidade.

À medida que o grau de complexidade sobe, diminui o número de PS disponíveis.

### Serviço de Atendimento Móvel de Urgência (SAMU) e Auto Socorro de Urgência (ASU)
O SAMU e o ASU são responsáveis pelo atendimento de urgências e emergências no espaço pré-hospitalar, ou seja, atendimentos em domicílios, em vias públicas, enfim, qualquer lugar coberto pelo serviço, o qual é público e mantido com recursos do SUS. Esse serviço elevou consideravelmente a qualidade de transporte dos pacientes aos hospitais, aumentando a expectativa de vida dessas pessoas e melhorando a qualidade do atendimento a pacientes de urgências e emergências. O médico de urgência trabalha dentro das USAs (Unidades de Suporte Avançado de Vida). O emergencista trabalha também dentro da USB (Unidade de Suporte Básico da Vida); ambos, indo até os atendimentos dos casos mais graves.

## Portugal
Em Portugal, o Sistema de emergência, é controlado pelo INEM (Instituto Nacional de Emergência Médica). O INEM tem uma linha de atendimento que cobre toda área terrestre portuguesa, apesar de haver, tripulantes, que não conseguem comunicar com as centrais em sítios mais remotos. Em caso de emergência, deve-se ligar o número Europeu de Emergência Médica "112", em caso de Emergência médica, o 112 acionará meios, que poderão ser, Ambulâncias, Bombeiros com equipamento por exemplo para cortar metal (desencarceração), remoção de objetos pesados, resolução de problemas de incêndio. Os ocupantes poderão ser enfermeiros ou médicos. A vítima é entregue no Hospital mais próximo que tenha os meios necessários para o socorrer, e se se justificar, é levada para um Hospital Central. O contacto com a central do INEM, deve ser mantido durante o máximo de tempo possível, onde estão sempre médicos e enfermeiros, que em caso de dúvida ajudam os Tripulantes a ajudar a vítima. Infelizmente não existe uma verdadeira especialidade de Medicina de Urgência, como existe no Brasil e em Arabia Saudita, por exemplo.